# Дуга (острво)
Дуга је мало ненасељено острвце у хрватском делу Јадранског мора у акваторији Града Хвара.
Налази се на северозападној страни острва Хвара између залива Парја и рта Ражањ. Површина острва износи 0,017 km². Дужина обалне линије је 0,5 km.